# Этт, Франсуа
Франсуа́ Этт (фр. François Heutte; род. 21 февраля 1938, Шомон-ан-Вексен) — французский футболист, нападающий.

## Клубная карьера
Профессиональную карьеру начал в 1955 году в «Руане». В нём Этт провёл 33 матча и забил 12 гола. С 1957 по 1959 года защищал цвета «Лилля». В 1959 году Франсуа перешёл в столичный «Расинг» и уже в первом сезоне помог новому клубу взять бронзовые награды чемпионата. Следующие два сезона «Расинг» занимал вторую позицию в чемпионате. Сезон 1964/65 провёл в «Сент-Этьене». Следующий сезон играл за бывший клуб - «Лилль». Сезон 1966/67 защищал цвета «Реймс». После 2 сезона провёл в клубе из Лиги 2 - «Шомон». Карьеру завершил в «Расинге», которому помог выйти из Любительского чемпионата в Лигу 3. В столичном клубе Этт играл с 1969 по 1972 года.

## Карьера за сборную
Дебют за сборную Франции состоялся 13 декабря 1959 года в матче квалификации Чемпионата Европы 1960 против сборной Австрии. На финальной стадии Чемпионата Европы 1960 во Франции Этт забил два гола (оба в 1/2 финала в ворота Югославии) и вместе с ещё четырьмя футболистами стал лучшим бомбардиром турнира.

### Голы за сборную
| #   | Дата            | Место                         | Соперник  | Счёт    | Результат | Турнир               |
| --- | --------------- | ----------------------------- | --------- | ------- | --------- | -------------------- |
| 1.  | 27 марта 1960   | Эрнст Хаппель, Вена, Австрия  | Австрия   | 2-3     | 2–4       | Квалификация ЧЕ 1960 |
| 2,3 | 6 июля 1960     | Парк де Пренс, Париж, Франция | Югославия | 2–1 4–2 | 4–5       | Евро 1960            |
| 4.  | 10 декабря 1961 | Ив дю Мануар, Париж, Франция  | Испания   | 1-0     | 1–1       | Товарищеский матч    |

## Достижения

### Клубные
- Вице-чемпион Франции: 1960/61, 1961/62
- Бронзовый призёр чемпионата Франции: 1959/60

### Индивидуальные
- Лучший бомбардир чемпионата Европы: 1960 (2 гола)